# 千葉県立中央博物館
千葉県立中央博物館（ちばけんりつちゅうおうはくぶつかん、英:Natural History Museum and Institute,Chiba）は、千葉県千葉市中央区にある千葉県の自然誌と歴史に関する県立の総合博物館。日本で唯一、博物館に「生態園」を併設している。

## 概要

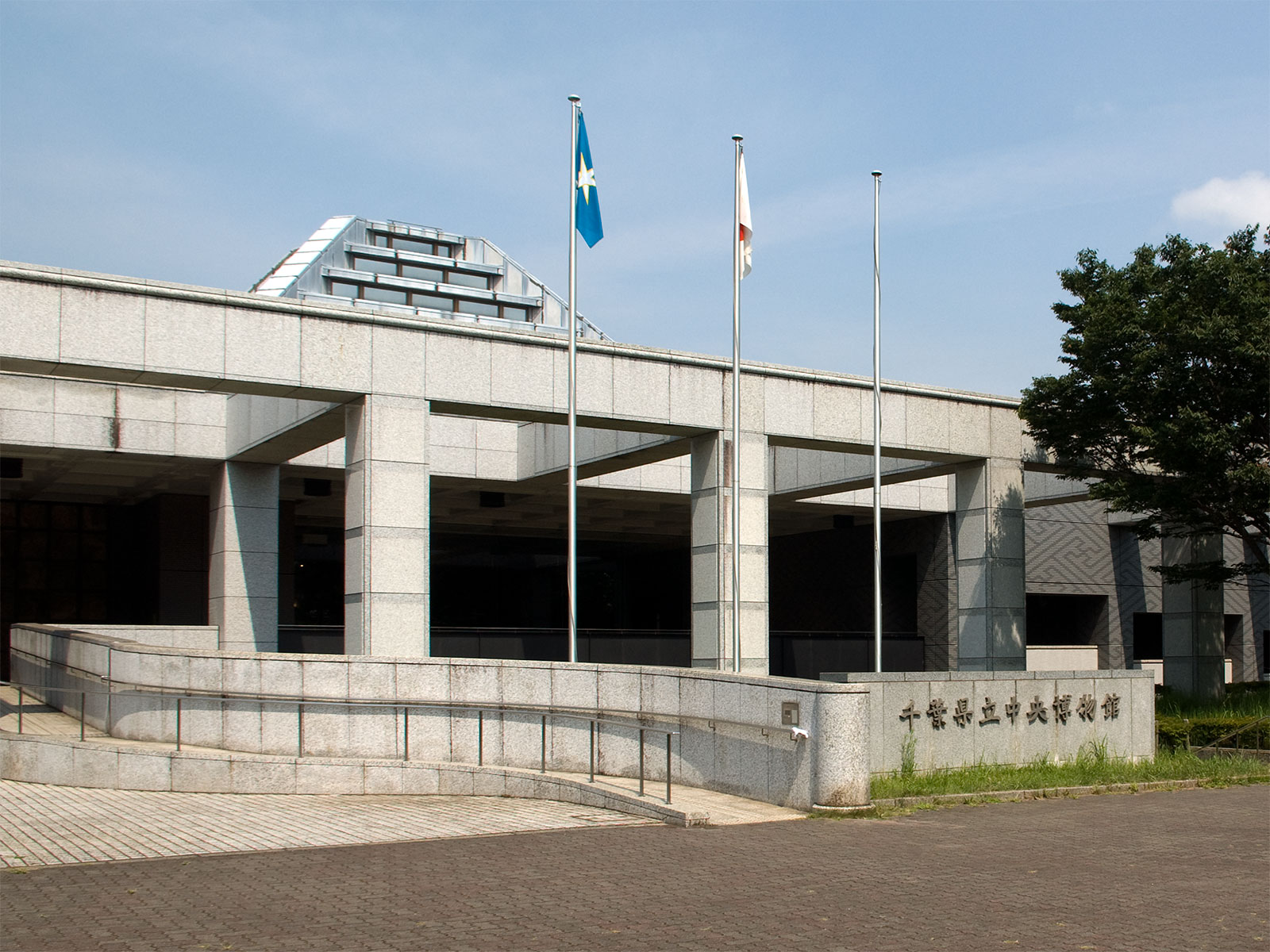
博物館入口

常設展示のテーマは「房総（総国）の自然と人間」である。総合博物館ではあるものの、常設展示は設立の前史の経緯もあり、自然史的展示の比重が大きい。
チバニアン、ナウマンゾウやクジラの骨格標本、清澄山の照葉樹林や東京湾の干潟のジオラマなどが目立った展示物であるが、景観生態学的観点に立った谷津田の生態系や伝統的な農村生活の展示、千葉県産の主要な昆虫の標本を収めた標本箱を壁一面にはめ込むなど、膨大な主要分類群の標本を一室に集めた生物の分類展示などにこの館の特色を見出せる。純人文分野の展示では千葉県の通史が解説されており、重要文化財の銚子市常灯寺の木造薬師如来座像の複製など、各地で現地管理されている県内主要文化財のレプリカが多く展示されている。収蔵資料中代表的な資料百点あまりを各分野の研究員が「中央博資料百選」として選定している。

## 歴史
1989年（平成元年）2月6日に開館し、開館当初の館長は、沼田眞（植物生態学・1989年（平成元年）-1998年（平成10年））、千原光雄（海藻学・1998年（平成10年）-2002年（平成14年））と学者が就任。
この館は、それまでに建設されていた千葉県の県立博物館群の中枢的機関として構築された。また、日本の植物生態学の草分け的学者であった千葉大学理学部名誉教授沼田眞を準備室段階から初代館長として迎え、当時日本の生態学や分類学の分野で際立った研究をしていた大学院博士課程や修士課程を修了直後の若手研究者を、学芸員や技師として多数採用した。いわゆる「役人の論理」とは異なる「学問の論理」に基づく博物館建設は、日本の行政機構上は困難であるというのが当時の常識であったが、当時の千葉県知事が日本の生態学界や千葉県の自然保護に関して大きな力を持っていた沼田眞の実弟沼田武であったという奇貨ともいえる組み合わせにより、当時としては常識はずれのこの事業が可能になったと言われている[要出典]。ただし、実際には沼田眞が1948年に設立し、彼自身が40年間に渡り会長を勤めて育て上げた千葉県生物学会の研究活動がこの博物館建設の前史としてあり、この学会から1965年以来千葉県当局に出されてきた自然史博物館建設の要望と、会員による研究活動、資料収集活動が四半世紀近くの地道な活動を経て結実したものであることが、この博物館の設立の根底にある[要出典]。
初動体制から実績ある学界の主導的立場にある学者を権限ある館長職に迎えて統率をとらせ、先端部分で注目されている若手研究者を大量採用し実働部隊とする手法は、豊富な研究成果と活発な社会教育活動につながり、先進事例として1980年代末から1990年代前半にかけて日本の各県で建設された、多くの大型県立博物館に踏襲された。例として、兵庫県立人と自然の博物館と霊長類学の河合雅雄館長、滋賀県立琵琶湖博物館と動物生態学の川那部浩哉館長の組み合わせに、その典型例を見ることができる。

## 調査研究
1992年（平成4年）には「房総の生物相の起源を調査すること」を目的として北マリアナ諸島へ調査団を派遣し、新種の動植物を多数発見して房総との関連を裏付ける資料を得るなどの成果を得た。また、同年には当館の研究員が日本産のハネカクシに1000の新種が存在することを明らかにしたほか、2008年（平成20年）には当館の館学芸員の朝倉彰がアジア人としては初めて国際甲殻類学会会長に選ばれるなど研究活動が展示と並行して進められている。そのほか、「分類学の父」とされるカール・フォン・リンネの直筆の学位論文などの資料5,397点を1993年（平成5年）に購入して収蔵し、それらを用いて翌年の1994年（平成6年）10月から「リンネと博物学」展を開催するなど資料の収集や研究を展覧会などに反映させている。

## 施設
- 施設概要
  - 設計者 : 日本設計
  - 敷地面積 : 13,178平方メートル
  - 延床面積 : 15,253平方メートル
  - 所在地 ： 千葉県千葉市中央区青葉町955-2
  - 受賞歴 ： 第2回千葉市優秀建築賞（平成元年度）[16]

### 館内

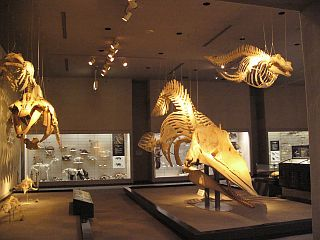
骨格標本「体長約10mのマッコウクジラ雌」（館内展示）

1階
- 講堂
- 研修室
- 学習情報センター
- 閲覧コーナー

2階
- 受付
- 房総の地学展示室
- 房総の生物展示室
- 海洋展示室
- 生物の分類展示室
- 小動物展示室
- 房総の歴史展示室
- 自然と人間のかかわり展示室
- 体験学習室
- 企画展示室
- ミュージアムショップ
- 軽食喫茶「あおば」(閉店)

### 生態園
生態園（せいたいえん）は、生物の自然の中での暮らしぶり（生態）を展示する野外博物館。1987年（昭和62年）から1989年（平成元年）に整備工事がおこなわれ、都市の中にあって自然と触れあえる所として千葉県の代表的な自然を再現しており、様々な動植物を身近に観察することができる。面積は約6.6ヘクタールである。当館研究員による観察会が頻繁に行われ、園内の見所をまとめた出版物も各種用意されている。
生態園は大きく植物群落園、生態実験園、植物分類園、舟田池からなり、案内所としてオリエンテーションハウス、野鳥観察舎が設けられている。
植物群落園
「南総の自然（南房総）」と「北総の自然（北総台地）」という2つの部分からなる。
- 南総の自然
  - 海岸植生（海浜植物）
  - 岩石観察地
  - 照葉樹林（タブノキ林、スダジイ林、アカガシ林）
  - 山地性（モミ・ツガ林）
- 北総の自然
  - アカマツ林
  - ススキ草地
  - シラカシ林
  - イヌシデ・コナラ林
  - マダケ林
  - 湿原（ヤナギ類、ヒメガマの穂）

生態実験園・植物分類園
生き物の生態や自然のしくみを明らかにするための野外実験を公開している。土や水、温度が生き物にあたえる影響や、魚と水質との関係などを調べている。植物分類園では、ブナ科、クスノキ科の植物を全国から集め紹介している。ブナ科，クスノキ科は千葉県の森林をつくる代表的なグループで、スダジイ、コナラ、クリなどのブナ科、タブノキ、シロダモ、クロモジなどのクスノキ科が集められている。
舟田池
江戸時代より前からあるため池を整備した広さ1ヘクタールほどのV字型の池。野鳥などの生息地となり、コガモやマガモなどの貴重な越冬地点となっている。池の岸辺には野鳥観察舎が設けられ、備え付けの望遠鏡などを使用した野鳥の観察場所となっている。また、バードガイドが野鳥の見分け方や生態についての説明をおこなっている。

## 分館
1999年（平成11年）3月12日に分館として勝浦市に海の博物館が開館。同様に山の分館も計画。また千葉県の県立博物館の再編によって、2006年（平成18年）には香取市の県立大利根博物館が中央博物館大利根分館に、夷隅郡大多喜町の県立総南博物館が中央博物館大多喜城分館に改組された。房総の山のフィールド・ミュージアムは千葉県立清和県民の森の自然や文化を資料や展示物と考える博物館活動となっている。
- 千葉県立中央博物館分館 海の博物館（千葉県勝浦市）
- 千葉県立中央博物館 大多喜城分館（千葉県夷隅郡大多喜町）
- 千葉県立中央博物館 大利根分館（千葉県香取市）
- 千葉県立中央博物館 房総の山のフィールド・ミュージアム（千葉県君津市）

なお、大多喜城分館については、2021年12月27日から長期休館となる。千葉県と大多喜町は2021年12月9日に大多喜城分館の施設を町に移譲することで合意しており、将来的に町営の博物館に移行することになっている。

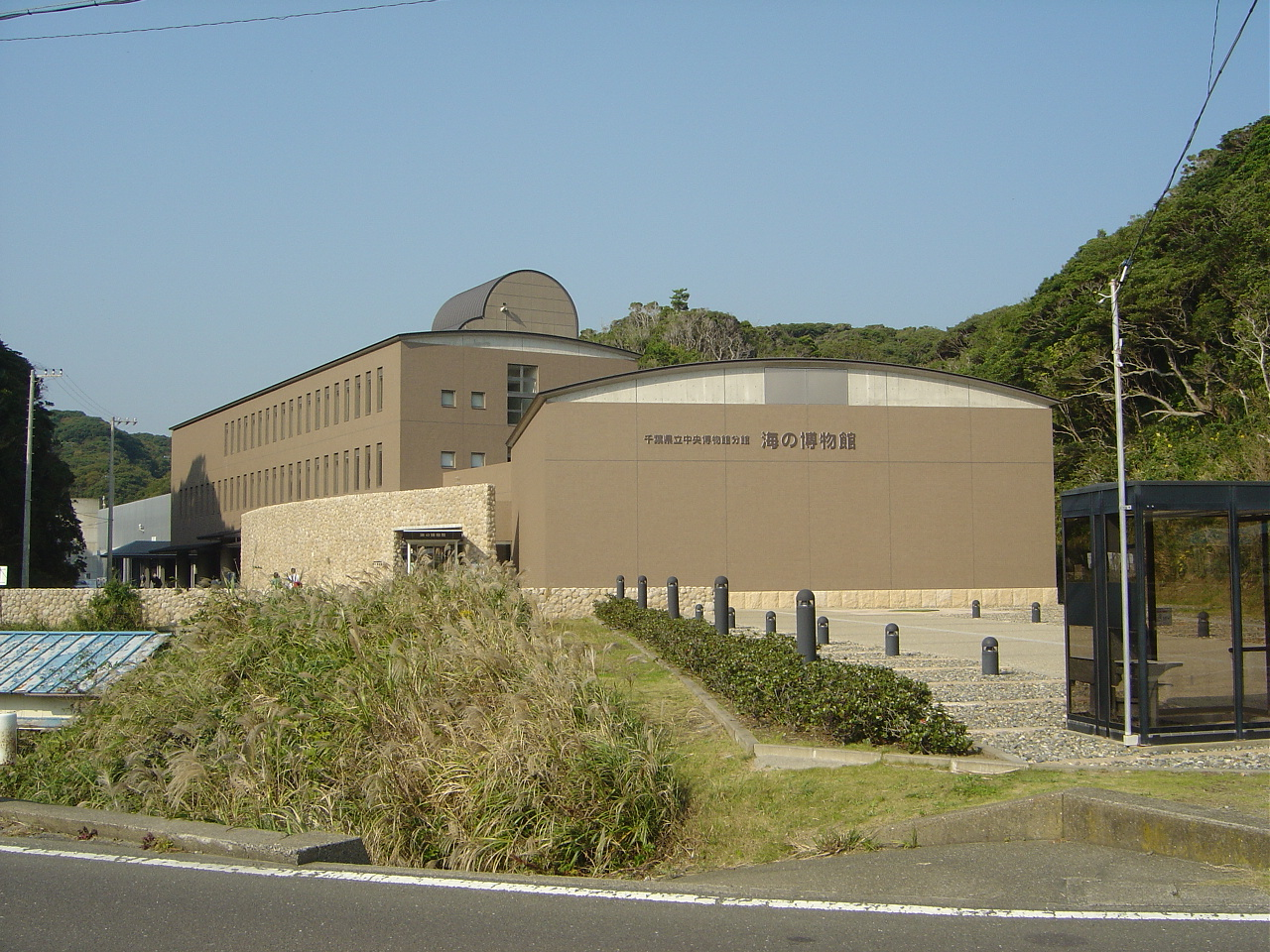
海の博物館
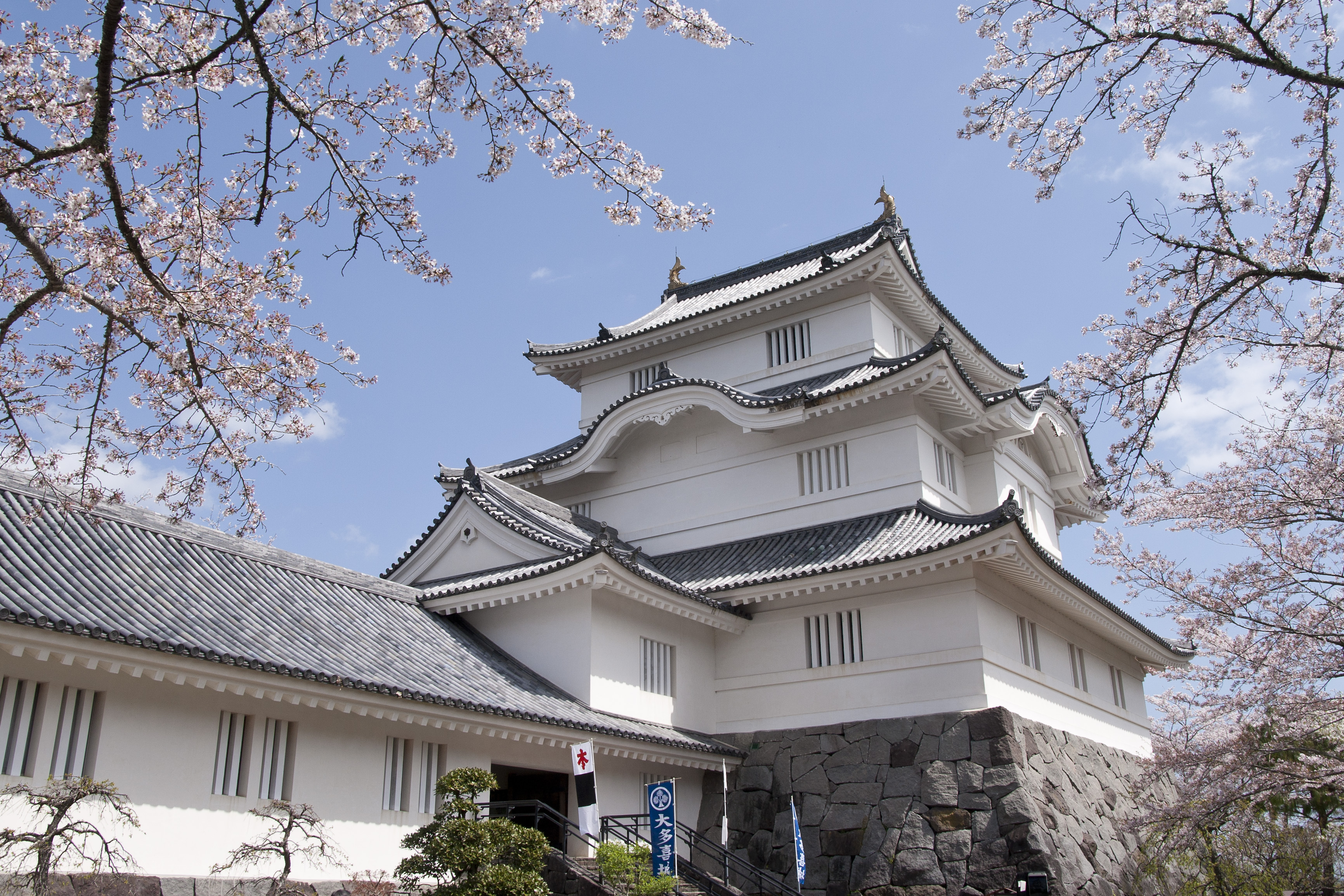
大多喜城分館

## 施設情報

### 基本情報
- 入館料
  - 常設展： 一般 300円、高・大学生 150円
  - 企画展開催中： 一般 500円、高・大学生 250円（生態園は無料）

中学生以下、65歳以上、身体障害者手帳・精神障害者保健福祉手帳・療育手帳所持者及び介護者は無料。
| 施設名         | 千葉県立中央博物館                                          |
| 所在地         | 千葉県千葉市中央区青葉町955-2                               |
| 営業時間       | 9時 - 16時30分（入館は16時まで）                            |
| 定休日/休業日  | 月曜日（祝日の場合は次の平日）、年末年始、※その他臨時休館日 |
| 駐車場         | あり（青葉の森公園北口駐車場、有料）                        |
| 施設オプション | トイレ設備あり                                              |

### バリアフリー
- 公園(公園センター・つくしんぼの家・休憩舎・里の森・庭球場前・各駐車場)及び博物館内各フロアに車椅子対応トイレあり。
- 館内はバリアフリー化されており、設備的には段差や傾斜などがほぼ解消され車椅子での利用が十分に配慮されている[26]。

## 交通

### 公共交通機関
- 電車
  - 京成電鉄千葉寺駅から徒歩約20分
- バス
  - JR東日本・千葉都市モノレール 千葉駅、および京成電鉄 京成千葉駅
    - 千葉駅東口7番乗り場から京成バス（大学病院行、大学病院南矢作行、川戸都苑行、約15分）、「中央博物館」下車、徒歩7分
    - 千葉駅東口2番乗り場から千葉中央バス（中央博物館行、約20分）、終点「博物館・文化ホール」下車、徒歩1分

  - JR東日本蘇我駅
    - 蘇我駅東口の2番乗り場から千葉中央バス・小湊鉄道バス（大学病院行、約15分）、「中央博物館」下車、徒歩約5分

### 自動車
- 高速道路
  - 首都高速7号小松川線・京葉道路 松ヶ丘インターチェンジから約5分
- 駐車場
  - 青葉の森公園北口駐車場（普通車127台、大型車8台）が近くにある。
    - 料金は普通車が4時間までは300円で4時間を超えると600円、大型車は1日2400円。利用時間は8:30 - 17:30。

## 周辺
- 青葉の森公園芸術文化ホール
- 青葉の森公園スポーツプラザ
- 千葉寺
- 千葉県立中央図書館
- 千葉大学医学部附属病院
- 千葉県文化会館
- 千葉市立郷土博物館